# Weiher (Isen)
Weiher ist ein Gemeindeteil des Marktes Isen im oberbayerischen Landkreis Erding. Der Weiler liegt circa sechs Kilometer südlich von Isen und ist über die Kreisstraße ED 10 zu erreichen.

## Baudenkmäler
- Katholische Filialkirche St. Laurentius